# Široki Brijeg
Široki Brijeg anhörenⓘ (serbisch-kyrillisch Широки Бријег; von 1952 bis 1991 Lištica) ist eine Stadt in Bosnien und Herzegowina mit knapp 30.000 Einwohnern. Sie ist der Hauptort des Kantons West-Herzegowina der Föderation und fast ausschließlich von Kroaten bevölkert.
Široki Brijeg bzw. im regionalen ikavischen Dialekt Široki Brig, bedeutet „Breiter Hügel“ und meint einen örtlichen Hügel mit dem gleichnamigen Kloster und der Maria-Himmelfahrts-Kirche. Alljährlich werden diese Sakralbauten von katholischen Pilgern aus aller Welt (vor allem Italien) besucht.
Die professionellen Sportvereine NK Široki Brijeg (Fußball) und HKK Široki Brijeg (Basketball) gehören zu den erfolgreichsten des Landes und spielen auch in internationalen Ligen.

## Geografie
Die Nachbargemeinden von Široki Brijeg sind Mostar im Nordosten und Osten, Čitluk und Ljubuški im Süden, Grude im Westen sowie Posušje im Nordwesten.

### Gemeindegliederung
Der gleichnamige Hauptort und Verwaltungssitz der Stadt hat etwa 7.000 Einwohner. Zum Stadtgebiet gehören zudem die 24 Ortsgemeinschaften Biograci, Buhovo, Ciglana, Crnač, Crne Lokve, Čerigaj, Desna Obala, Dobrkovići, Dužice, Izbično, Jare, Knešpolje, Kočerin, Lijeva Obala, Ljubotići, Ljuti Dolac, Mokro, Oklaji, Privalj, Provo-Dobrič-Grabova Draga, Rasno, Trn, Turčinovići und Uzarići.

## Geschichte

### Altertum und Antike

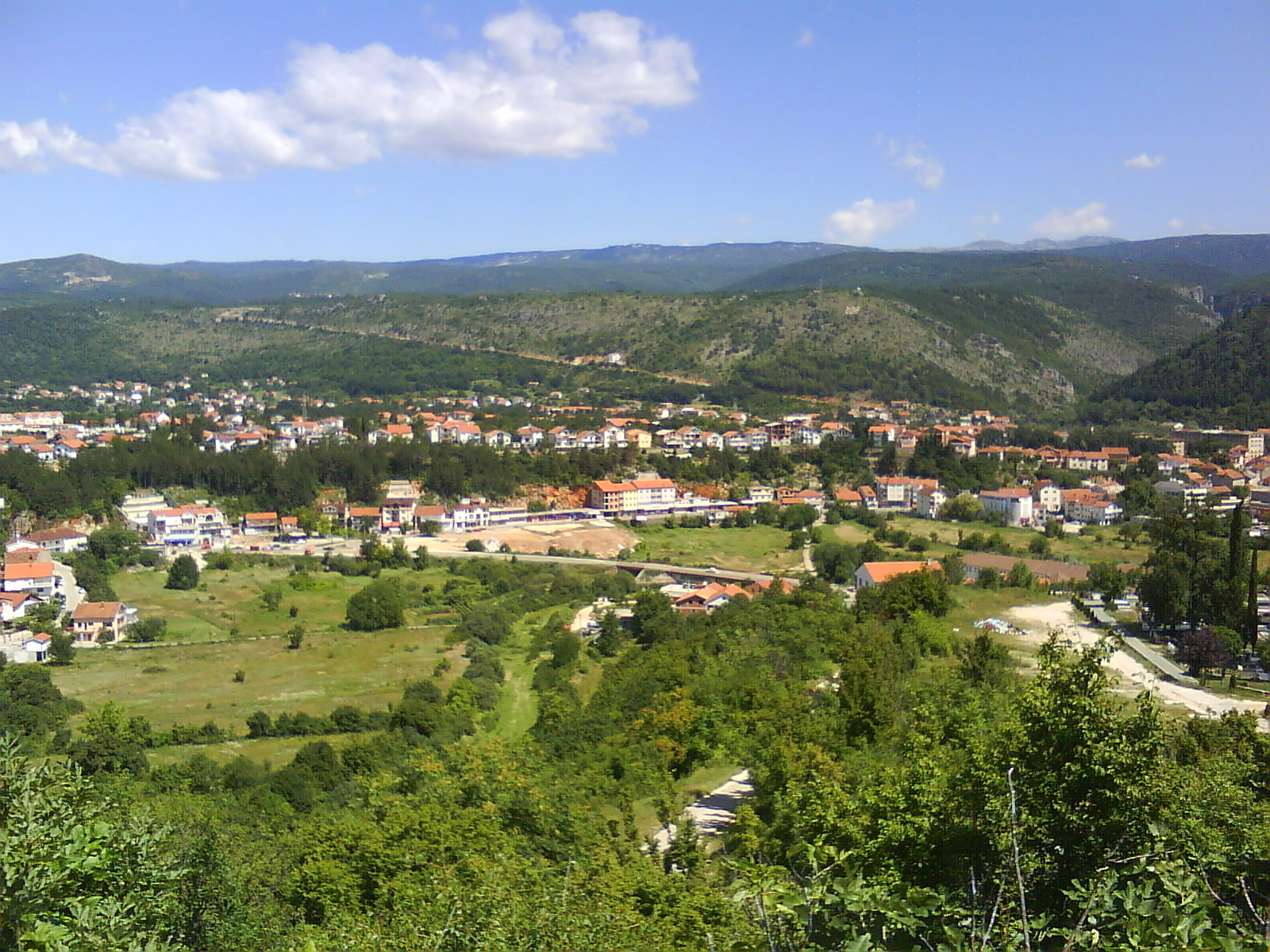
Panorama der Stadt

Eine große Fülle an Funden aus illyrischer Zeit belegt, dass das Gebiet um Široki Brijeg bereits in prähistorischer Zeit sehr dicht besiedelt gewesen sein muss. Auch in der Antike, als das Gebiet zum römischen Reich gehörte, kann man von einer Siedlungskontinuität ausgehen. Aus spätantiker Zeit konnten im Ort Biograci die Reste eines Refugiums und im Ort Duboko Mokro die Reste einer Basilika freigelegt werden. Die Basilika in Duboko Mokro wurde wohl mehrmals zerstört und wiedererrichtet, wobei sie vermutlich bis ins Mittelalter hinein als Gebetshaus gedient hat.

### Mittelalter und Neuzeit

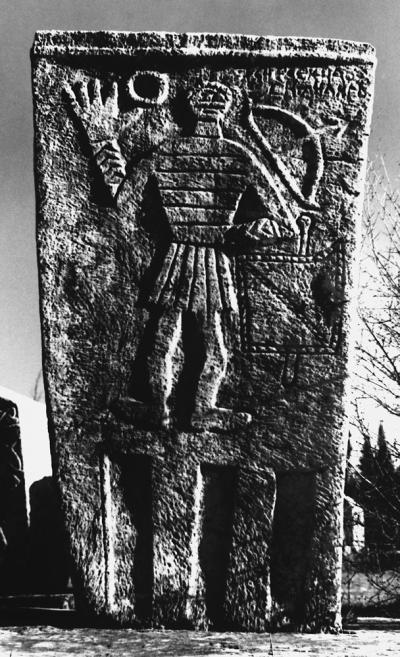
Stećak aus Široki Brijeg

Im 7. Jahrhundert kamen auch slawische Völker auf das Land und vermischten sich mit den schon bestehenden Illyrern. Außerdem haben sich in der Nähe der Quelle des Flusses Lištica die Überbleibsel einer kleineren mittelalterlichen Stadt oder Festung erhalten.
Mit dem Einfall der Osmanen in der zweiten Hälfte des 15. Jahrhunderts lösten sich die meisten mittelalterlichen Siedlungen wieder auf. Aus osmanischen Aufzeichnungen weiß man, dass sich die einheimische Bevölkerung größtenteils in die Gebirgsdörfer zurückgezogen hat oder nach Dalmatien ausgewandert sind. Man kann davon ausgehen, dass die Eroberer vor allem im ersten Jahrhundert ihrer Herrschaft der einheimischen christlichen Bevölkerung gegenüber vor allem Härte gezeigt haben. Bis 1563 wurden sämtliche Kirchen westlich des Flusses Neretva niedergerissen und die Mehrheit der Priester vertrieben. Lediglich die Franziskaner konnten bleiben und trugen im Verlauf der folgenden Jahrhunderte zur katholischen Prägung der Region entscheidend bei.

### 19. und 20. Jahrhundert

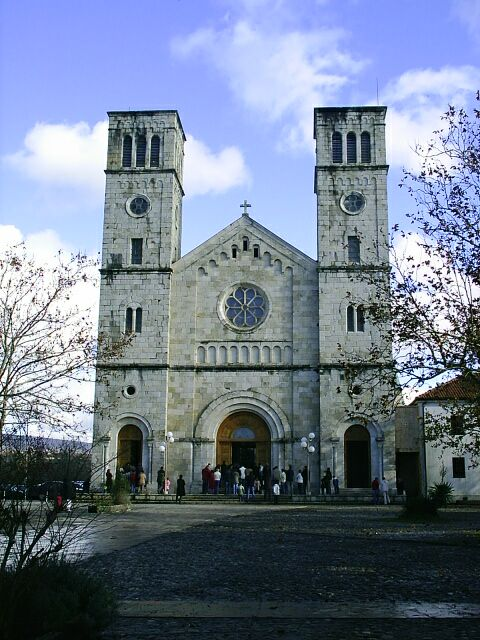
Mariä-Himmelfahrt-Kirche in Široki Brijeg

Die Geschichte des modernen Široki Brijeg ist eng verknüpft mit dem 1846 gegründeten und bis 1860 erbauten gleichnamigen Kloster der Franziskaner-Observanten.
Die heutige Stadt entwickelte sich um die Jahrhundertwende entlang des Bachs Ćemer, nach dem die Siedlung zunächst auch benannt wurde. Nach der Schaffung einer Straßenverbindung nach Mostar um 1900 begann der junge Ort auch wirtschaftlich zu gedeihen; es wurden erste Läden und Gasthäuser eröffnet. Mit der Entstehung einer Administratur erhielt die Stadt ihren heutigen Namen. In alten Karten ist die Stadt auch unter dem Namen des heutigen Ortsteils Lise verzeichnet, der heute zur Ortsgemeinschaft Lijeva Obala gehört. Bis zum Ende des Zweiten Weltkriegs hin entwickelten sich sowohl Kloster als auch Stadt kontinuierlich weiter.
Ab dem 6. Februar 1945 lieferte sich die 26. Division des VIII. Korps der Volksbefreiungsarmee Jugoslawiens heftige Kämpfe mit dem 370. Regiment der 369. Legionärsdivision der deutschen Wehrmacht sowie kroatischen Streitkräften um die Stadt. Am 7. Februar 1945 eroberten Partisanen der II. Dalmatinischen Proletarischen Brigade die Stadt und marschierten in Široki Brijeg ein. Nach der Einnahme wurden etwa 21 Franziskanerbrüder zwischen dem 7. und 15. Februar, im Massaker von Široki Brijeg, getötet. Schulen und Kloster wurden schwer verwüstet und das Inventar geraubt oder öffentlich verbrannt.
Die Stadt wurde 1953 in Lištica umbenannt, damit der Name Široki Brijeg nicht mehr an die zeitweise Niederlage und die hohen Verluste der Partisanen in den Kämpfen um die Stadt und Region am Ende des Zweiten Weltkriegs, erinnern konnte. Das Kloster behielt den alten Namen bei. Erst in den 1970er Jahren konnte das Kloster seinen aktiven Betrieb wieder aufnehmen.
Unter dem Eindruck des seit Ende März 1991 stattfindenden Kroatienkrieges organisierte sich hier am 19. Juli 1991 noch vor Beginn des Bosnienkriegs als paramilitärische Einheit aus kroatischen Freiwilligen das 1. bojna „Poskok“, die erste bzw. älteste Einheit des Kroatischen Verteidigungsrates (HVO). Im Bosnienkrieg war Široki Brijeg mehreren Bomben- und Raketenangriffen seitens serbischer Truppen ausgesetzt. Die Stadt selbst trug einige Schäden davon, während das Franziskanerkloster diesen Krieg schadlos überstand. Am 24. Juli 2014 erhielt Široki Brijeg vom Parlament der Föderation Bosnien und Herzegowina die Stadtrechte.

## Bevölkerung
Bei der Volkszählung 1991 hatte Široki Brijeg 27.160 Einwohner, davon 26.864 (98,91 %) Kroaten und 296 (1,09 %) Andere. Bei der Volkszählung in Bosnien und Herzegowina 2013 hatte die Stadt 29.809 Einwohner.

## Kultur

### Museen
Am 25. Juli 1990 wurde eine Franziskanergalerie eröffnet, die heute über 1500 Gemälde und Skulpturen vorzuweisen hat, darunter auch Werke, die noch aus dem 17. Jahrhundert stammen.

### Sehenswürdigkeiten

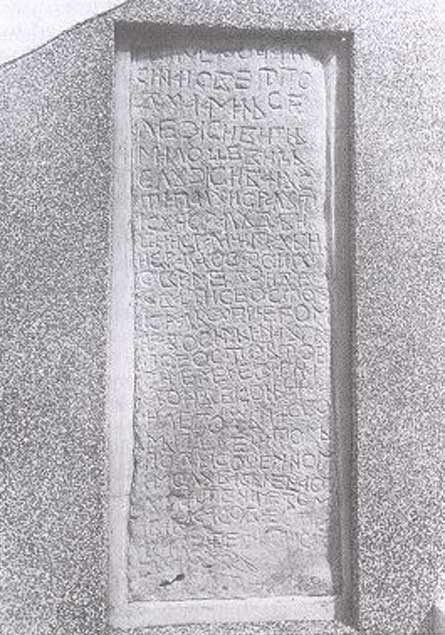
Tafel von Kočerin

Eine Sehenswürdigkeit ist die Tafel von Kočerin (Kočerinska ploča), ein Grabstein aus dem Jahre 1404. Der Grabstein ist heute in die Wand des Gemeindehauses von Kočerin eingemauert. Auf ihm steht in der Bosančica-Schrift, dass „[…] hier Viganj Milošević ruht, der seinen Herrn Herzog Stjepan, König Tvrtko, […] ergeben gedient hat. […] Ich bin so gewesen, wie ihr jetzt seid, und ihr werdet so sein, wie ich jetzt bin.“

### Sport
Der NK Široki Brijeg ist einer der erfolgreichsten nationalen Fußballvereine und spielt in der UEFA Europa League.
Der HKK Široki Brijeg ist der erfolgreichste Basketballverein Bosnien-Herzegowinas und spielt in der Adriatic Basketball Association (ABA).

## Persönlichkeiten
- Anđeo Kraljević (1807–1879), Bischof des Bistums Mostar-Duvno und Grammatiker
- Didak Buntić (1871–1922), Franziskaner, der die örtlichen Bevölkerung unterrichtete und im Ersten Weltkrieg Kindern rettete
- Mladen Galić (* 1934), Maler, Objektkünstler und Grafikdesigner, lebt in Zagreb
- Stanko Čolak (* 1936[5] in Dužice), ehemaliger hochrangiger Funktionär der Geheimpolizei SDB („UDBa“) des sozialistischen Jugoslawiens.
- Gojko Šušak (1945–1998), kroatischer Verteidigungsminister (1992–1998)
- Mladen Naletilić (1946–2021), Gründer und Kommandant des Sträflingsbataillons im Bosnienkrieg, Kriegsverbrecher
- Ivo Šušak (* 1948), kroatischer Fußballtrainer
- Bariša Čolak (* 1956  in Dužice), von 2007 bis 2014 Justizminister von Bosnien und Herzegowina (HDZ BiH)
- Stanko „Baja“ Sopta (* 1966), ehemaliger General des Kroatischen Verteidigungsrates (HVO) und der Kroatischen Streitkräfte sowie Politiker (HDZ BiH)
- Ivan Mikulić (* 1968), Sänger, lebt in Široki Brijeg
- Stanko Bubalo (* 1973), ehemaliger kroatischer Fußballspieler
- Mario Bazina (* 1975), ehemaliger kroatischer Fußballspieler
- Leon Šušnja (* 1993), kroatischer Handballspieler